# Fantozzi - Il ritorno
Fantozzi - Il ritorno è un film del 1996 diretto da Neri Parenti. È il nono capitolo della saga incentrata sulle vicende dell'ex impiegato Ugo Fantozzi, ideato ed interpretato da Paolo Villaggio. Questo film, oltre ad avere Maria Cristina Maccà a interpretare il doppio ruolo di Mariangela e Uga Fantozzi al posto dello storico Plinio Fernando, è inoltre l'ultimo dove compare Gigi Reder (nel ruolo del ragionier Filini), morto nel 1998. Questo è anche l'ultimo film che Parenti dirigerà con Paolo Villaggio.

## Trama
La signora Pina Fantozzi, sua figlia Mariangela ed il geometra Filini sono al cimitero per l'anniversario della morte di Fantozzi; Filini piange, commosso oltretutto nel vedere la tomba del collega collocata sotto un sottoscala analogamente alla vecchia postazione in ufficio, ma la signora Pina lo rincuora dicendo che suo marito si sta godendo il suo posto in Paradiso. Nell'aldilà, tuttavia, Fantozzi non riesce ad entrare in Paradiso a causa della mancanza di posti. Un angelo d'aspetto identico all'allora segretario del PDS, Massimo D'Alema, lo rispedisce temporaneamente sulla Terra grazie ad un accordo in base al quale potrà riprendere la propria vita come se non fosse mai morto.
Fantozzi si risveglia a letto, rimanendo stupito nel vedere la moglie Pina, stranamente vestita di nero, la quale gli affida un incarico: andare a prendere la nipote Uga a scuola. Mentre Fantozzi l'aspetta, uno studente gli sottrae di nascosto la benzina dalla macchina per fare rifornimento al proprio motorino, aspirandola con un tubo che getta poi a terra. Dopo un po' appare finalmente Uga, la quale dice d'essersi nascosta per la vergogna perché tutte le sue amiche hanno un motorino e solo lei viene recuperata dal nonno. Cerca poi d'accendersi uno spinello, ma Fantozzi le sottrae l'accendino e lo getta proprio sulla pozza di benzina, facendo esplodere la sua Bianchina. Alla sera, Uga annuncia di voler andare in discoteca e si lamenta con i nonni di non aver ancora il motorino. Fantozzi raccomanda alla nipote di rincasare entro mezzanotte, ma alle tre Uga non è ancora tornata, facendo preoccupare molto i nonni. Essi vengono quindi a sapere che la nipote è stata rapita. Pur con l'aiuto della polizia, Fantozzi non riesce a trovarla ed un misterioso messaggio gli comunica la cifra del riscatto: "3 650 000 lire più IVA". Il protagonista deposita il denaro ad una fiera dove è in vendita un motorino allo stesso prezzo. In casa suona il campanello: finalmente ritorna Uga, accompagnata da un agente di polizia. Pina viene quindi a sapere che il rapimento era solo una messa in scena e che i soldi del riscatto sono stati spesi per il motorino. Fantozzi, imbestialito, decide dunque di dar fuoco allo scooter di Uga, anche come vendetta per la sua Bianchina, ma viene a sapere poi che Pina e la nipote avevano restituito il motorino e ripreso i soldi, scoprendo che ha bruciato quello di un muscoloso fattorino, il quale per vendetta lo costringe a tirare un risciò.
Tempo dopo, Fantozzi viene colto da una depressione profonda provocata dall'andropausa e comincia a chiamare di continuo una linea telefonica erotica, non rendendosi minimamente conto degli alti costi delle telefonate. Pur di riuscire a pagare le salatissime bollette del telefono, Pina si finge un'intrattenitrice telefonica, riuscendo anche a mettersi in contatto col marito. Dopo varie avventure, Fantozzi scopre che è proprio la moglie la donna con cui parla al telefono da tempo ed i due coniugi scoprono così i veri affetti che nutrono l'uno verso l'altra.
Durante una partita di bocce con Filini, Fantozzi incontra la signorina Silvani, che desidera sottoporsi ad un intervento di chirurgia estetica. Non avendo i soldi che il medico pretende, la Silvani li chiede a Fantozzi, raccontandogli d'esser in dolce attesa d'un bambino da lui. Intanto il chirurgo plastico della Silvani parte per Rimini che quest'ultima deve raggiungere per l'operazione. Al viaggio a Rimini si unirà anche Fantozzi, che è riuscito a portare i 5 milioni necessari per il "parto". Sul treno, la Silvani simula d'aver già le doglie. Quando scopre l'imbroglio, Fantozzi finge d'esser felice per lei, ma la signorina Silvani, rendendosi oltretutto conto d'un risultato non proprio soddisfacente, avverte il dolore dell'uomo e si scusa con lui. Il ragioniere le chiede allora di tenere il cuscino che la Silvani aveva tenuto sotto le vesti, immaginando che quel guanciale sia suo figlio.
Il Megadirettore Galattico è stato arrestato con l'accusa di corruzione: l'uomo scarica tutte le colpe a Fantozzi, che viene prima arrestato e poi scarcerato in attesa del processo. Mentre esce di galera, il Megadirettore gli offre un incarico di corruzione che Fantozzi rifiuta. Avendo ascoltato il dialogo, due agenti gli chiedono di collaborare con le forze dell'ordine per incriminare il suo superiore, mandandolo al ristorante La Fajolada a prelevare una valigia piena di denaro in contanti. Fantozzi accetta, ma alla fine viene incastrato ed il Megadirettore esce dal carcere, mentre il ragioniere viene condannato a 20 anni di prigione. Qualche anno dopo però viene scarcerato, grazie all'indulto. Ormai libero, Fantozzi corre a casa per seguire la partita dell'Italia nella finale dei mondiali di calcio, ma proprio sul più bello viene richiamato in Paradiso.
Qui Fantozzi viene fatto entrare in una grande sala tipo cinema, dove le anime beate stanno in contemplazione della Grande Luce. Gli capita però uno scomodo posto, il numero 17, e per di più dietro ad una colonna. Improvvisamente la visione della luce viene interrotta da un intervallo pubblicitario ed un angelo somigliante a Silvio Berlusconi gli riferisce che durerà per tutta l'eternità. Fantozzi esprime la sua felicità dicendo "Come sono beato, io".

## Critiche
Il film è stato criticato per la scena dei giovani che gettano massi dai cavalcavia contro le auto in corsa lungo l'autostrada sottostante, dato che in quel periodo in Italia (ma non solo) si erano realmente verificati svariati casi del genere. In uno degli episodi più recenti (27 dicembre 1996) aveva trovato la morte una giovane novella sposa di Civitanova Marche, Maria Letizia Berdini. Per rispetto nei confronti della vittima e dei suoi familiari, in accordo con il distributore del film, l'intera sequenza è stata tagliata dalla proiezione nel Cinema Rossini, la più grande sala della città della defunta.

## Riprese
Le riprese del film si sono svolte tra la primavera e l'estate del 1996. La stazione ferroviaria, dove Fantozzi porta la moglie e i soldi per la signorina Silvani, è quella di Roma Ostiense.
La scena in cui avviene il “lancio del pietrone” è stata girata sul cavalcavia del Viadotto Giuseppe Saragat, nel quartiere Colle Salario a Roma.

## Distribuzione
Il film è uscito nelle sale cinematografiche italiane nella giornata di venerdì 20 dicembre 1996.